# 卡勞斯高地
卡勞斯高地是俄羅斯的高地，屬於斯塔夫羅波爾高地的一部分，南北全長140公里，是卡勞斯河和庫馬河的分水嶺，最高點海拔高度688米。